# Cyrtopodium braemii
Cyrtopodium braemii är en orkidéart som beskrevs av Lou Christian Menezes. Cyrtopodium braemii ingår i släktet Cyrtopodium, och familjen orkidéer. Inga underarter finns listade i Catalogue of Life.

## Bildgalleri

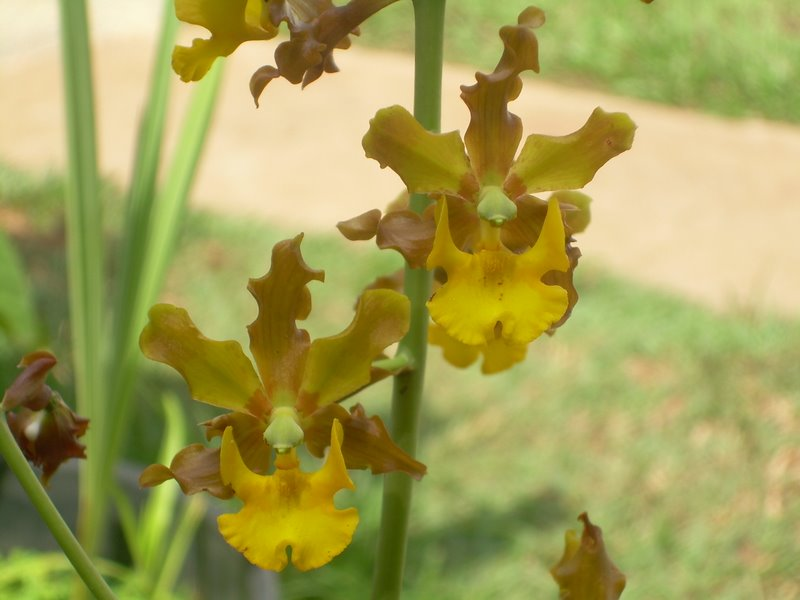
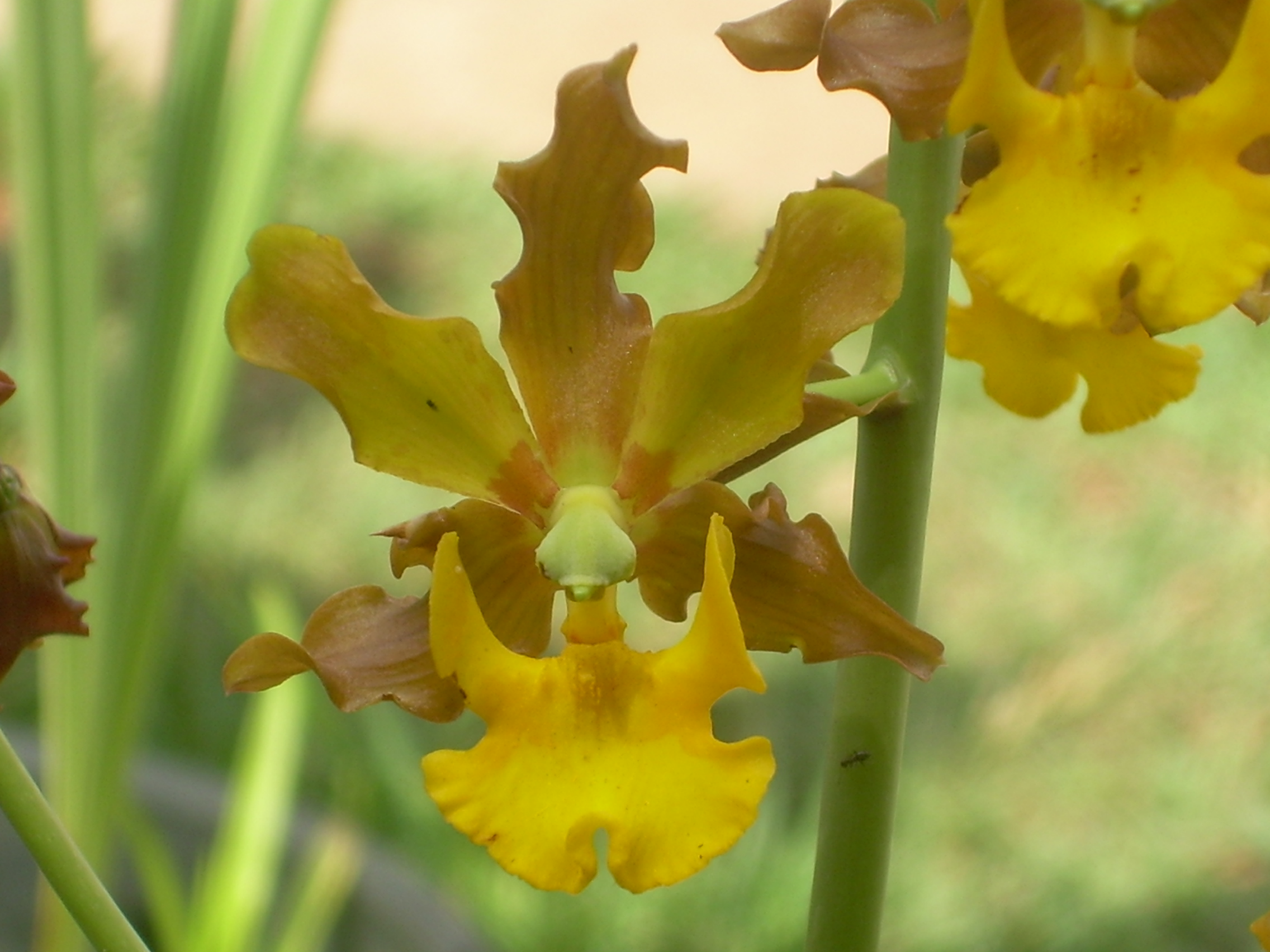